# PICT
Il Macintosh Picture, o brevemente PICT, è un formato di file grafici introdotto nel primo computer Apple Macintosh come formato standard metafile. Esso consente lo scambio di grafica (sia bitmap sia vettoriale), e di qualche formato di testo limitato, tra le applicazioni Mac, ed è stato il formato grafico nativo di QuickDraw.
La versione originale, PICT 1, è stata progettata per essere il più compatta possibile, nel descrivere la grafica vettoriale. A tal fine, è caratterizzata da un singolo byte di operation codes (opcodes), molte delle quali incorporavano operazioni come "ripeti la precedente azione". Nel progetto di origine, caratteristica portante era la memoria, anche se non molto espandibile. Con l'introduzione del Macintosh II e del Color QuickDraw, PICT è stato revisionato e aggiornato alla versione 2. Questa versione era caratterizzata da opcode a 16 bit e numerosi cambiamenti che rafforzavano la sua utilità. Gli opcode del PICT1 sono stati rivisti come un sottopacchetto per favorire la retrocompatibilità.
In ogni applicazione Mac, qualsiasi sequenza di operazioni di disegno può essere semplicemente registrata o codificata nel formato PICT, tramite l'apertura di un'"immagine", e la successiva chiusura dopo aver rilasciato i comandi richiesti. Dal salvataggio del derivante flusso di byte come una risorsa, una risorsa PICT, tutto ciò può essere caricato e riprodotto in qualsiasi momento. Lo stesso flusso può essere salvato in un file dati su disco (con 512 byte di spazio inutilizzato aggiuntivi) come un file PICT.
Con il cambiamento di macOS, il formato PICT è stato abbandonato a favore del Portable Document Format (PDF) come formato nativo metafile, sebbene il supporto PICT sia supportato da molte applicazioni, così com'è ampiamente supportato su un computer Mac.